# Српска напредна странка
Српска напредна странка (скраћено СНС) је владајућа политичка странка у Србији од 2012. Милош Вучевић је председник странке од 2023.
Године 2008. основали су је Александар Вучић и Томислав Николић, након што су претходно напустили Српску радикалну странку (СРС). СНС је до 2012. била опозиција Демократској странци (ДС). Постала је највећа опозициона странка својим залагањем против корупције и протестима 2011. на којима је тражила ванредне изборе. Године 2012. Николић је изабран за председника Србије, а на месту председника СНС га је наследио Вучић. Тада је образована и коалициона влада коју предводе СНС и Социјалистичка партија Србије (СПС). Након избора 2014. Вучић је постао председник Владе Србије, док је СНС постала највећа странка у Београду (2014) и Војводини (2016).
СНС је изабрала Вучића за свог председничког кандидата на изборима 2017, на којима је и победио. Након његовог избора организовани су масовни протести, а на месту председника Владе га је наследила Ана Брнабић, нестраначкка политичарка која је касније постала члан СНС. Странка је касније била суочена са протестима од 2018. до 2020. Освојила је апсолутну већину посланичких мандата у Народној скупштини након избора 2020. које је бојкотовала већина опозиционих странака. Српски патриотски савез се 2021. утопио у СНС, док су еколошки протести организовани 2021. и 2022. Вучић је поново изабран за председника 2022, а СНС је поново формирала владу са СПС. Годину дана касније, Вучића је на месту председника СНС наследио Вучевић.
Политиколози сматрају СНС популистичком странком и великим шатором, док поједини наводе да нема кохерентну идеологију или да су популистичке идеје саставни део њеног идеолошког профила. СНС подржава приступање Србије Европској унији, али политиколози истичу да је њена подршка прагматична. У домену економије заступа неолибералне ставове. СНС се залагала за штедњу, реформе тржишне економије, приватизацију и економску либерализацију. Реформисала је плате, пензије, закон о раду, увела  за Београд на води и Expo 2027, реформисала Устав у делу који се односи на правосуђе и донела програм развоја Скок у будућност. Критичари су оценили да Србија после њеног доласка на власт пати од демократског назадовања у ауторитарност, као и пада слободе медија и грађанских слобода. Од 2024. СНС има најмање 700.000 чланова, што је чини једном од највећих политичких странка у Европи по броју чланова.

## Историја

### Оснивање
Сукоб Томислава Николића и Војислава Шешеља изашао је на видело након Николићеве изјаве да ће Српска радикална странка (СРС) у Народној скупштини подржати Споразум о стабилизацији и придруживању за приступање Србије Европској унији, против чега су били Шешељ и његове присталице. Николић, који је био шеф посланичке групе СРС и заменик председника странке од 1992, поднео је оставку 7. септембра 2008. Дан касније, Николић је са још 10 народних посланика формирао посланичку групу „Напред Србијо”, којој је наредних дана приступило још пет посланика. Божидар Делић и Јоргованка Табаковић, високи функционери СРС, били су једни од оснивача Николићеве посланичке групе.
Николић је 11. септембра најавио да ће се посланичка група „Напред Србијо” развити у политичку странку. Спекулисало се да ће новоформираној странци приступити и Александар Вучић, генерални секретар СРС, што је Николић је касније тог дана и потврдио. Дан касније, СРС је разрешила Николића и још 17 народних посланика из странке због противљења Шешељу, док је Вучић напустио СРС 13. септембра. Николић је навео да ће новоформирана странка бити део „савремене деснице”, уз подршку јачања односа и са Европском унијом и Русијом. Он је 24. септембра најавио да ће се она звати Српска напредна странка (СНС). СНС је регистрована 10. октобра, док је 21. октобра одржана оснивачка конвенција на којој је представљено Председништво од 20 људи са Николићем као председником и Вучићем као замеником председника. До тада, СНС је добила подршку чланова СРС, док је посланичку групу СНС чинио 21 народни посланик.

### 2008—2011.
У новембру 2008. СНС је позвала да се ванредни парламентарни избори одрже до октобра 2009. Идеју је касније подржао и Чедомир Јовановић, председник Либерално-демократске партије (ЛДП). Касније истог месеца, Вучић је изјавио да ће СНС бити опозиција Демократској странци (ДС). СНС се противила иницијативи о уставним променама у мају 2009. коју је назвала „неозбиљном”. Месец дана касније, СНС је учествовала на локалним изборима у Земуну, познатом као упориште СРС, где је освојила 34% гласова, а СРС само 10%. До јула 2009. СНС је постала најјача опозициона странка у Србији. У децембру 2009. учествовала је на локалним изборима на Вождовцу и Костолцу, док је на Вождовцу освојила 37% гласова и 26 мандата у Скупштини општине, док је у Костолцу освојила 12% гласова. СНС је после избора образовала локалну власт са Демократском странком Србије (ДСС) и Новом Србијом (НС) на Вождовцу. ЦеСИД, невладина организација за праћење избора, тврди да је разлог изборног успеха СНС њихова обећања о антикорупцији.
У фебруару 2010. СНС је саопштила да је прикупила преко 500.000 потписа за ванредне парламентарне изборе, а месец дана касније тврдили су да је број нарастао на преко милион потписа. После марта 2010. тврдили су да ДС „увлачи земљу у дубоку кризу” и да ће као одговор на то одржати антивладине протесте у Београду.. СНС је декларативно подржала Декларацију о Сребреници којом се осуђује масакр у Сребреници из 1995, иако је остала уздржана при гласању у Народној скупштини. У децембру 2010. најавила је да ће организовати протесте у фебруару 2011, док је НС саопштила да ће се придружити протестима. У јануару 2011. СНС је предала 304.580 потписа за промену Устава. У фебруару 2011. почео је низ антивладиних протеста које је организовала СНС. Тражила је од Владе да распише ванредне изборе до децембра 2011. Протести су првобитно одганизовани у Београду, али су се у марту и априлу 2011. проширили и на друге градове у Србији. Николић је средином априла ступио у штрајк глађу, након што је од председника Бориса Тадића захтевао да распише ванредне парламентарне изборе.

### 2012—2013.
У новембру 2010. СНС је потписала споразум о сарадњи са НС и још две странке: Покретом социјалиста (ПС) и Покретом снага Србије (ПСС). У фебруару 2011. оне су одржале састанак и заједно учествовале у протестима које је организовала СНС. Протести су допринели јачању популарности СНС, док су истраживања јавног мњења показала да је добила подршку бирача тадашње владајуће ДС. Због антивладиних протеста, председник Тадић је позвао на одржавање општих избора у пролеће 2012. У јануару 2012. потврђено је да ће СНС учествовати на заједничкој изборној листи заједно са НС, ПС, ПСС и осам мањих странака и удружења. Коалиција је касније названа „Покренимо Србију”. Николић је изабран за председничког кандидата СНС, док се Табаковићева нашла прва на листи на парламентарним изборима.
Током кампање, СНС је критиковала ДС док је водила кампању на проевропској платформи, те обећала да ће „исправити грешке ДС”. Руди Ђулијани, бивши градоначелник Њујорка, састао се са Николићем и Вучићем током кампање у Београду како би се консултовао са њима. На парламентарним изборима, коалиција коју предводи СНС заузела је прво место са 25% гласова и освојила 73 мандата у Народној скупштини, док је сама СНС освојио 55 мандата. Николић је оптужио ДС за изборну крађу, а на конференцији за новинаре показао кесу са око три хиљаде листића који су наводно бачени у канту за смеће. На председничким изборима, Николић се нашао у другом кругу против председника Тадића, ког је потом и победио. СНС није добила највећи број гласова само на покрајинским изборима и изборима за одборнике Скупштине града Београда, те није могла да формира владе у Војводини и Београду. Убрзо после председничких избора, Николић је поднео оставку на место председника СНС, након чега га је у септембру 2012. наследио Вучић, док је Табаковићева изабрана за заменицу председника.
Николић је после избора обавио консултације са парламентарним странкама. После консултација, мандат за формирање Владе добио је Ивица Дачић, вођа Социјалистичке партије Србије (СПС). Дачић је постигао договор са СНС и Уједињеним регионима Србије (УРС), а чланови нове Владе су 27. јула положили заклетву. Вучић постао први потпредседник Владе. Након тога, Вучић је ушао у сукоб са предузетником Мирославом Мишковићем, тврдивши да је Мишковић 2000-их наводно „добио противправну добит”. У децембру 2012. Мишковић је ухапшен под сумњом за корупцију, али је у јулу 2013. пуштен из притвора. У октобру 2012. објављено је да СНС има преко 330.000 чланова. Народна партија (НП), коју је предводила бивша градоначелница Новог Сада Маја Гојковић, у децембру 2012. утопила се у СНС. До фебруара 2013. СНС је у анкетама добила преко 40% подршке, док је ДС, сада у опозицији, имала 13%.
У јулу 2013. СНС и СПС су закључиле да и даље воде Владу без УРС, те је она реконструисана почетком септембра 2013. У августу 2013. Зоран Бабић је заменио Верољуба Арсића који је обављао функцију шефа посланичке групе СНС. Месец дана касније, Драган Ђилас, градоначелник Београда, смењен је после изгласавања неповерења које су позвале СНС и ДСС, за коју су такође гласале СПС и Партија уједињених пензионера Србије (ПУПС). Ги де Лони, дописник за BBC News, Драгољуб Жарковић, суоснивач листа Време и новинар Коча Павловић, изјавили су да Вучић има највећи утицај и моћ у Влади због статуса председника највеће странке у коалиционој Влади. Freedom House, непрофитна истраживачка организација, напоменула је да су напори на сузбијању корупције током 2013. добили различите резултате.

### 2014—2016.
СНС је 26. јануара 2014. одржала скупштину на којој је Вучић поново изабран за њеног председника. На скупштини је предложио да се „испита воља народа”, те позвао на ванредне парламентарне изборе. Председник Николић је распустио Народну скупштину 29. јануара и одредио да се парламентарни избори одрже 16. марта 2014. У фебруару СНС је представила своју изборну листу под називом „Будућност у коју верујемо”. Поред тога, најављено је да ће се на њеној листи, поред НС, ПС и ПСС, наступити и Социјалдемократска партија Србије (СДПС), Српски покрет обнове (СПО) и Демохришћанска странка Србије (ДХСС). СНС је водила кампању на антикорупцијској платформи, док је Александар Павковић, професор Универзитета Маквори, приметио да нема доказа да платформа смањује корупцију. СНС је своју платформу засновала и на критикама својих противника, посебно ДС. На парламентарним изборима, коалиција коју предводи СНС освојила је већину од 158 мандата у Народној скупштини. Истовремено, у Београду су одржани избори за одборнике Скупштине града, на којима је коалиција предвођена СНС освојила 63 од 110 мандата. Синиша Мали, независни политичар ког је кандидовала СНС, изабран је 24. априла 2014. за градоначелника Београда. Вучић је три дана касније изабран за председника Владе, након чега је положио заклетву. Његоу прву владу чинили су углавном функционери СНС и СПС. Агенција САД за међународни развој приметила је да СНС сада има „потпуну политичку доминацију” због статуса Вучића као председника Владе. BBC News описао је победу као „догађај без преседана”.
У октобру 2014. на власт у Крагујевцу дошао је Радомир Николић, син председника Николића, након што је после изгласавања неповерења успешно смењен са власти Верољуб Стевановић. Почетком 2015. СНС је известила да има око 500.000 чланова. Од доласка на власт у Србији није одржан ниједан већи протест до оних у априлу 2015. Иницијатива Не давимо Београд (НДБ), која је предводила протесте, супротставила се пројекту Београд на води на чијем је челу Влада Србије, који је један од њених представника описао као „велику превару”. Пројекат је раније био критикован, а Милан Нешић, новинар Радија Слободна Европа, описао га је као „предизборни трик”. Протести су трајали до септембра 2015. Након резова у јавном сектору, протести су одржани и у децембру 2015. Freedom House је критиковао Владу коју предводи СНС наводећи да показује „оштру нетрпељивост према било каквој врсти критике било од стране опозиционих странака, независних медија, цивилног друштва, па чак и обичних грађана”.
У јануару 2016. Вучић је најавио да ће парламентарни избори бити одржани у априлу 2016. Der Standard, аустријски дневни лист, навео је да „[Вучић] сада има апсолутну већину, те жели да је осигура и у наредне четири године”. Вучић је навео да је разлог за ванредне изборе „обезбеђивање новог мандата за подстицање приступања Европској унији”. Крајем фебруара 2016. СНС је започела своју кампању. Почетком марта, председник Николић је распустио Народну скупштину и заказао парламентарне изборе за 24. април 2016. Овога пута СНС је учествовала под називом „Србија побеђује”, док су се на њеној изборној листи нашли и појединци из ПУПС и СНП, међу којима су и појединци из странака које су учествовале са СНС на изборима 2014. Саопштено је и да ће Бабића на месту шефа посланичке групе СНС заменити Александар Мартиновић. СНС је током кампање изразила подршку приступању Европској унији и војној неутралности, уз очување сарадње са НАТО, те обезбеђивање економских реформи и економије западног типа. Организација за европску безбедност и сарадњу (ОЕБС) је истакла да су билборди и постери који промовишу СНС били доминантни током кампање. На парламентарним изборима, коалиција коју предводи СНС освојила је већину од 131 мандата у Народној скупштини. Истовремено, у Војводини су одржани и покрајински избори на којима је СНС освојила 63 од 120 мандата у Скупштини Аутономне Покрајине Војводине. Флоријан Бибер, луксембуршки политиколог, приметио је да „убедљива победа није била изненађење”. ДС, ДСС, Социјалдемократска партија (СДС), ЛДП, Лига социјалдемократа Војводине (ЛСВ), Двери и Доста је било (ДЈБ), који су били опозиција СНС, тврдили су да је СНС наводно извела изборну крађу.
Убрзо после избора, опозиционе странке организовале су протест у Београду. Још један низ антивладиних протеста почео је у мају 2026. у Београду након рушења приватних објеката у Савамали, градском насељу у Београду где је била планирана градња Београда на води. Иницијатива НДБ организовала је протесте који су потом трајали до октобра 2016. У мају 2016. Вучић је поново изабран за председника СНС. У јуну 2016. Игор Мировић је изабран за председника Покрајинске Владе Војводине. Вучићу је председник Николић дао мандат за формирање Владе, што је са СПС и урадио у августу 2016. године. Ана Брнабић, независна политичарка, постављена је за министарку у другој влади Вучића. У децембру 2016. Вучић је потврдио да се неће кандидовати на председничким изборима 2017, иако је навео и да ће главни орган СНС одлучивати о свом председничком кандидату.

### 2017—2019.
У јануару 2017. председник Николић је изјавио да би желео да се поново кандидује за председника, иако су министри попут Зоране Михајловић и Александра Вулина наговарали Вучића да се кандидује уместо њега. Месец дана касније, СНС је најавила Вучића за свог председничког кандидата. Вучић је добио подршку коалиционих партнера СНС, СПС, Савеза војвођанских Мађара (СВМ) и Јединствене Србије (ЈС). Током периода кампање, објављено је да су главни дневни листови, као што су Ало!, Блиц, Вечерње новости, Политика, Дневник, Курир и Српски телеграф, штампали предизборне плакате СНС на насловним странама, што је Глас Америке је назвао „покретом без преседана”. Вучић је водио кампању за подизање животног стандарда, продају или гашење државних предузећа и смањење штедње. Роберт Кример, амерички политички консултант, критиковао га је и навео да би „Вучић био у позицији да бира председника Владе по свом избору, [и] да контролише правосуђе и изборни апарат — елиминишући све провере и равнотеже у Влади Србије”. На председничким изборима, Вучић је у првом кругу освојио 55% гласова.
Убрзо након објављивања резултата, избили су масовни протести у Београду, Новом Саду, Нишу и другим местима широм Србије. Протести су трајали до Вучићеве инаугурације, која је уследила 31. маја 2017. У јуну 2017. Вучић је предложио Брнабић за председницу Владе. Заклетву је положила 29. јуна 2017. Радио Слободна Европа напомиње да је, иако је функција председника церемонијална улога, Вучић задржао фактичку власт над СНС, док Београдски центар за људска права напомиње да се политички систем дефакто претворио у председнички, слично епохи Слободана Милошевића. Зоран Пановић, новинар листа Данас, известио је да је до октобра 2017. СНС имала близу 600.000 чланова.
У јануару 2018. СНС је најавила учешће на изборима за одборнике Скупштине града Београда 2018. под називом „Зато што волимо Београд”. Зоран Радојичић, дечји хирург, изабран је за првог на листи. У фебруару 2018. на конференцији у Дому омладине Београда представљени су њени кандидати и изборни програм. На изборима за одборнике Скупштине града СНС је освојила 64 мандата. Невладина организација Црта напомиње да је опозиционе политичаре током кампање највише критиковала СНС. Радојичић је заменио Малог, а за градоначелника је постављен у јуну 2018.
У јулу 2018. политиколог Бобан Стојановић је известио да СНС има око 700.000 чланова. Низ антивладиних протеста, под називом 1 од 5 милиона, почео је у децембру 2018. након напада на Борка Стефановића, опозиционог политичара. Демонстранти су критиковали Вучића и СНС, тражили престанак политичког насиља и гушење слободе медија и изражавања. Протести, којима је присуствовало више десетина хиљада, настављени су и 2019. У јануару 2019. СНС је организовала скуп подршке посети Владимира Путина Београду. Месец дана касније, СНС је покренула кампању под називом „Будућност Србије”. Новинар Слободан Георгиев приметио је да је кампања ефективно угушила протесте. У октобру 2019. председница Владе Ана Брнабић је приступила СНС.

### 2020—2022.
У јануару 2020. Вучић је најавио да ће изборни цензус бити спуштен на три одсто. Критичари су то видели као начин на који би СНС дозволила „контролисану опозицију” да уђе у Народну скупштину. У фебруару 2020. СНС је најавила да ће на парламентарним изборима 2020. учествовати под називом „За нашу децу”, наводећи да ће више од 50 одсто њене изборне листе чинити млади људи. Листа коју предводи СНС прослеђена је Републичкој изборној комисији (РИК) 5. марта, иако је Влада одложила изборе за 16. март због почетка пандемије ковида 19 у Србији. Првобитно планирани за 26. април, одложени су до 21. јуна 2020. Истог месеца, антивладини протести који су почели у децембру 2018, формално су окончани у марту 2020. због пандемије ковида 19. Савез за Србију, највећи опозициони савез, најавио је да ће бојкотовати изборе, тврдећи да „неће бити слободни и поштени”. У мају 2020. Freedom House је саопштио да у Србији влада хибридни режим, позивајући се на наводно „повећање заробљавања државе, злоупотребу моћи и застрашивачке тактике” Вучића. Лист Данас је у јуну 2020. објавио да СНС има преко 800.000 чланова.
На парламентарним изборима, коалиција коју предводи СНС освојила је апсолутну већину од 188 мандата, док су уз СНС изборни цензус прешле само коалиција СПС—ЈС и СПАС. Вучић је то описао као „историјски тренутак”. Новинар Миленко Васовић изборну кампању СНС видео је као промоцију Вучића а не саме странке. Истовремено, у Војводини су одржани и покрајински избори на којима је СНС такође освојила апсолутну већину од 76 мандата. ЦеСИД је закључио да су изборе одликовали „минимални демократски стандардим”, док је ОЕБС окарактерисала да су избори дочекани са политичком поларизацијом. Бибер је то описао као пирову победу СНС и напоменуо да доношење нових закона неће укључивати опозиционе странке. Ипак, новинар Патрик Кингсли је изјавио да би избори могли да омогуће „већи замах у мировним преговорима са Републиком Косово”.
Након што је освојила апсолутну већину у Народној скупштини, Влада Србије поднела је уставни амандман по питању правосуђа. У Београду је почетком јула 2020. почео низ протеста и нереда против Вучића након најављеног пооштравање мера због ширења ковида 19. Пријављено је да су демонстранти на протестима заузели миран приступ, иако је група демонстраната крајње деснице такође упала у Дом Народне скупштине, те је полиција убрзо након тога очистила зграду, али су сукоби настављени напољу. Влада је одговорила насилним приступом протестима. Протести су трајали до прве конститутивне седнице изборног законодавства после 2020, која је одржана 3. августа 2020. Посланичка група СНС је после прве конститутивне седнице променила назив у „Александар Вучић — За нашу децу”. Председница Владе Брнабић поново је изабрана у октобру 2020, а њену нову владу углавном су чинили чланови СНС, СПС и СПАС. Народна скупштина усвојила је предлог уставних промена у децембру 2020.
Почетком маја 2021. Вучић је саопштио да је поднео предлог за припајање СПАС у СНС. Александар Шапић, председник СПАС, изјавио је да је подржао предлог. Спајање је завршено 26. маја, након чега је Шапић именован за потпредседника СНС, док су посланици СПАС ушли у СНС у јуну 2021. Дијалози за побољшање изборних услова између владајућих и опозиционих странака, у којима је учествовала СНС, почели су у мају 2021. и трајали су до краја октобра 2021. Низ еколошких протеста почео је у септембру 2021. због забринутости грађана око пројекта Јадар, односно рударења литијума који води Rio Tinto, англо-аустралијска рударска корпорација. Влада Србије подржала је пројекат Јадар, а протесте су критиковали и званичници СНС. Протести су трајали до 15. фебруара 2022. Влада Србије усвојила је измене Закона о референдуму и народној иницијативи 10. новембра 2021. Измене су наишле на критике због укидања излазности од 50 одсто колико је било потребно за пролазак референдума. Вучић је крајем новембра 2021. поново изабран за председника СНС. У јануару 2022. одржан је уставни референдум. За предложене измене гласала је већина од 60% бирача, опцију коју је подржала СНС.
Припремајући се за опште изборе 2022, СНС и СПС најавиле су да се неће учествовати на јединственој изборној листи, као и да ће СПС подржати председничког кандидата СНС. Поред тога, СНС је Шапића прогласила за свог кандидата за градоначелника на изборима за одборнике Скупштине града Београда. Народна скупштина је распуштена у фебруару 2022. ради расписивања ванредних парламентарних избора, док су следећег месеца су расписани и председнички избори. На изборима 2022. СНС је учествовала под називом „Заједно можемо све”, док је Вучић најављен као председнички кандидат СНС у марту 2022. Транспарентност Србија је навела да је СНС имала „значајну доминацију у медијима” током периода кампање, док Црта наводи да је период кампање протекао у горим условима него 2020. На председничким изборима, Вучић је поново изабран након што је освојио 60% гласова, док је на парламентарним коалиција предвођена СНС освојила 120 мандата. На изборима за одборнике Скупштине града Београда, коалиција коју предводи СНС освојила је 48 мандата. Шапић је за градоначелника Београда изабран у јуну 2022. Миленко Јованов именован је за шефа посланичке групе СНС у августу 2022, заменивши Мартиновића, који је био њен шеф од 2016. Касније тог месеца, председница Владе Брнабић добила је још један мандат за формирање Владе. Састав њене треће владе објављен је 23. октобра, док су чланови владе положили заклетву 26. октобра.

### 2023—данас
У фебруару 2023. два посланика, као и два одборника Скупштине града Београда, која су раније била чланови Заветника, прешли су у СНС, наводећи своје неслагање са бившем председником странке. Касније тог месеца, још један одборник Скупштине града Београда прешао је у СНС, док је у марту 2023. посланик који је раније био члан Покрета обнове Краљевине Србије (ПОКС) прешао у СНС. Боља Србија, на челу са јединим послаником Драганом Јовановићем, у априлу се утопила у СНС. Жика Гојковић, некадашњи председник ПОКС, у СНС је дошао крајем октобра 2023.
Почев од септембра 2022. појавиле су се спекулације да ли ће Вучић основати засебну политичку странку. Вучић је у марту 2023. потврдио формирање Народног покрета за државу (НПЗД). Најављено је да ће СНС бити члан тог покрета. Првобитно је било предвиђено да покрет буде формиран до маја 2023, међутим, датум формализације је потом померен на јесен 2023. На седници Главног одбора СНС, одржаној у октобру 2023, није било ни помена о НПЗД. Међутим, касније истог месеца, Вучић је најавио да ће НПЗД бити озваничен „у наредном периоду”. Вучић је поново покренуо питање о формирању НПЗД у фебруара 2024. када је рекао да би покрет требало „имати снаге да убрза економски раст Србије и одбрани наше националне и државне интересе”.
Скупштина странке и избори руководства одржани су 27. маја 2023. Милош Вучевић је изабран за Вучићевог наследника и председника СНС. Новинарка Ана Лалић промену је окарактерисала као „козметичку”. Вучевић је близак сарадник и адвокат породице Вучић, међу којима је и Андреј Вучић.
После вишеструког убиства у ООШ „Владислав Рибникар” и околини Младеновца и Смедерева у мају 2023, СНС се супчила са антивладиним протестима под називом Србија против насиља. Протестима је присуствовало на десетине хиљада демонстраната и упркос томе што су их организовале опозиционе странке, није пријављено да се на протестима виде симболи било које странке. Пошто СНС није прихватила захтеве протеста, опозиционе странке које су организовале протесте почеле су да траже ванредне изборе у септембру 2023. Вучић је током 2023. неколико пута најављивао да ће расписати ванредне изборе, а на крају је одредио 17. децембар као датум избора. За парламентарне изборе 2023. СНС је најавила да ће учествовати на листи под називом Србија не сме да стане. На парламентарним изборима, СНС су се придружиле и странке попут Здраве Србије Милана Стаматовића, Странке модерне Србије Татјане Мацуре, Левице Србије Радослава Милојичића и Савеза социјалдемократа Дејана Булатовића. Покрајински избори су такође расписани 16. новембра. СНС је истог дана предала своју изборну листу. Мировић се први пут није појавио на изборној листи СНС за покрајинске изборе.
На парламентарним изборима, коалиција коју предводи СНС освојила је 128 мандата, од којих је 103 припало самој странци. На покрајинским изборима освојила је 53 мандата, а на изборима за одборнике Скупштине града Београда 40 мандата. Избори за одборнике Скупштине града Београда довели су до су подељеног парламента. После избора, коалиција Србија против насиља организовала је антивладине протесте до 30. децембра. Након што је 14. сазив Народне скупштине конституисан, Јованов је наставио да председава посланичком групом коју је предводила СНС. Скупштина града Београда није конституисана јер на конститутивној седници није остварен кворум. То је довело до избора за одборнике Скупштину града Београда 2024. За ове изборе СНС је формирала заједничку изборну листу са својим партнерима, укључујући СПС и Заветнике. Вучевић је рекао да је изборна листа фактички НПЗД. Новинар Зоран Пановић рекао је да је формирањем изборне листе ефективно створен и НПЗД, иако нема званичног саопштења. На изборима је изборна листа Београд сутра освојила 52% гласова и 64 од 110 мандата у Скупштини града Београда.
Током Вучевићевог премијерског мандата, у новембру 2024. догодило се урушавање надстрешнице Железничке станице Нови Сад. После тога су министри Горан Весић и Томислав Момировић поднели оставке. У децембру 2024. почели су масовни студентски протести против корупције. Усред протеста, Вучић је изјавио да унутар СНС има 17.000 „екстремно проруски оријентисаних лојалиста”, укључујући и његовог брата Андреја Вучића, који су се заклели да ће штитити њега и његов режим од наводне „обојене револуције” у Србији коју подржава Запад. Након што је група студената у Новом Саду физички нападнута од стране активиста СНС, Вучевић је 28. јануара 2025. поднео оставку на функцију председника Владе.

## Идеологија и платформа

### Политичке склоности
Александар Вучић је након оснивања СНС одустао од подршке формирању Велике Србије, док је Томислав Николић изјавио да ће СНС наставити приступање Србије Европској унији. СНС је за своје главне задатке прогласила „борбу против корупције и остваривање владавине права”, а себе описала као „државотворну странку”. Њена бела књига (изборни програм) објављена је у октобру 2011. Јован Теокаревић, ванредни професор Факултета политичких наука Универзитета у Београду, описао је њихову идеолошку оријентацију као „потпуни заокрет” у поређењу са Српском радикалном странком (СРС). Бојана Барловац, новинарка Balkan Insight, изјавила је да се СНС „много зближила са ДС по свом профилу политике”, иако је 2013. СНС описала као конзервативну странку.
СНС је описана као популистичка странка. Соња Бисерко је навела да је СНС популистичка странка, као и да је своју идеолошку слику изградила на „друштвеном незадовољству”. Зоран Лутовац, политиколог и касније председник ДС, назвао је СНС популистичком странком. Он је додао и да СНС нема „кохерентну идеологију” и да њена коалиција „укључује све, без обзира на њихову идеологију”. Научници и политиколози као што су Жистен Вајс и Флоријан Бибер такође су се сложили да је СНС популистичка странка. Зоран Стојиљковић и Душан Спасојевић, професори Факултета политичких наука Универзитета у Београду, напоменули су да је формирањем СНС политички систем Србије добио карактеристике умереног плурализма и описали СНС као свеобухватну странку. Поред тога, напоменули су да је СНС формирана као странка десног центра, иако је њен имиџ после избора 2012. померен ка центру. Стојиљковић и Спасојевић су приметили и да је СНС показала „јасне популистичке елементе”, те да су „популистичке идеје саставне и важне за њен идеолошки профил”. Марко Стојић, предавач на Универзитету Метрополитен у Прагу, такође је приметио да СНС има еклектичан идеолошки профил, као и да јој недостају чврсти политички принципи, док је такође описао и као „типично свеобухватну странку”. Ерик Горди, професор на Лондонском универзитетском колеџу, СНС је видео као странком „базираном око [Вучића]”. Политичка аналитичарка Ивана Петронијевић Терзић је СНС описала као клијентелистичку странку и рекла да СНС не представља никакву идеологију нити категорију становништва. Душан Миленковић, политички консултант, упоредио је СНС са Савезом комуниста Југославије (СКЈ), али је додао да за разлику од СКЈ, СНС нема јасну идеологију и да је њена политика заснована на популистичким ставовима које се простиру на широк спектар политичке идеологије, од левице до деснице.
Огњен Зорић са Радија Слободна Европа такође је описао странку као центристичку и свеобухватну, иако је приметио да су „неки аналитичари такође констатовали да је странка десничарска и конзервативна”. Бибер је СНС описао као странку десног центра, али и као „неидеолошку”. BBC News је напоменуо да СНС „нема јасну програмску ни идеолошку визију” и додао да функционише као свеобухватна странка. Бојан Клачар из ЦеСИД је навео да СНС „заговара идеологију десног центра”, али је навео да је „што је још важније, СНС је свеобухватна странка” која обухвата широк спектар мишљења, те да се СНС може сматрати и либералном и проевропском странком. Политиколози Ђорђе Павићевић и Бобан Стојановић, новинар Иван Радовановић и аутори Александар Маринковић и Новак Гајић такође су описали СНС као свеобухватну странку. Данас је приметио да је СНС, као свеобухватна странка, настојала „привући све бираче, без обзира на идеолошку опредељеност” и да кокетира са „најразличитијим идеологијама”.
Политиколог Василис Пецинис изјавио је да је СНС искористила фрагментацију политичких странака центра и десног центра, као и да је учврстила своју власт тако што је доминирала „континуумом који се протеже од либералног центра до конзервативне деснице”. Поред тога, политиколог Бранислав Радејић, аутор Лоренс Мичел и Палгрејв Мекмилан у својој књизи The Statesman's Yearbook описали су СНС као центристу странку, док су Џорџ Василев, предавач на Универзитету у Мелбурну, и Срђан Младенов Јовановић, научник, сврстали су СНС на десни центар. Поједини аутори су је такође описали као десничарску странку.
Социолог Јово Бакић описао је СНС као „прагматично репрофилисану” и умерено конзервативну странку и упоредио њен развој са пројектима Ђанфранка Финија у Италији. Поред тога, он је навео да је „СНС од свог оснивања желела да се преобликује у конзервативну странку”. Неки научници и новинари су СНС описали и као конзервативну, либерално-конзервативну и национално-конзервативну. Стојић је рекао да је СНС, иако „тврди да припада [конзервативној] породици”, суштински прагматична и слабо идеолошки профилисана.

### Привреда
СНС је економски неолиберална, а залаже се за штедњу, реформе тржишне привреде, приватизацију, смањење потрошње и либерализацију закона о раду. Стојиљковић и Спасојевић су напоменули да је СНС већ у изборном периоду 2012. испољила своју неолибералну позицију, као и да је водила кампању за значајно смањење субвенција, али и броја народних посланика, министарстава, агенција, завода, државне управе. Поред тога, Стојиљковић је описао као „неолиберално-популистичком” странком. Током власти, СНС је увела закон којим су реформисане плате и пензије, што је изазвало контроверзу с обзиром да су овим законом смањене. Такође је реформисала закон о раду, увела  за Београд на води и реформисала закон о финансијској помоћи породицама и донацијама органа.

### Медији и грађанске слободе
СНС је спровела политику централизације, посебно у Војводини. Од доласка на власт 2012, посматрачи су оценили да Србија пати од демократског назадовања у ауторитаризам, праћеног падом слободе медија и грађанских слобода. Истраживање које је Цензоловка спровела 2015. наводи да је СНС користила медије да би повећала свој утицај. Поред тога, СНС је оптужена да плаћа интернет троловима да хвале власт и осуђују оне који на интернет форумима и друштвеним мрежама мисле супротно. Twitter је 2020. суспендовао 8.558 налога који су промовисали СНС и Вучића, критикујући опозицију. Године 2022. Meta Platforms је суспендовала 5.374 налога и 12 Facebook група које су биле повезане са СНС, наводећи да је „СНС мрежа функционисала другачије од традиционалних троловачких мрежа”. Поред тога, Meta је открила да је СНС потрошила преко 150.000 долара на оглашавање путем платформи Facebook и Instagram. У јулу 2023. у јавност је процурила информација о 14.310 налога на више друштвених мрежа који су хвалили СНС, Вучића и Владу, док су такође критиковали опозицију. Као одговор, народни посланик Небојша Бакарец покренуо је кампању под називом „Да, ја сам бот”, а Вучић је касније на Instagram поставио фотографију с текстом „Да, и ја сам СНС бот”.
Године 2019. Институт В-Дем је категорисао Србију као изборну аутократију. В-Дем је такође навео да су стандарди правосуђа и изборног интегритета пали у последњих десет година. Према извештају организације Freedom House из 2022, СНС је „угрозила политичка права и грађанске слободе, извршила притисак на независне медије, опозицију и организације цивилног друштва”. Поред тога, наводи се да интернет портали блиски Влади који „манипулишу чињеницама и клевећу независне медије” настављају да добијају јавна средства на државном и локалном нивоу. Вучић и Брнабић су критиковали овај извештај.

### Спољна политика
Новинари су СНС описали као проевропску странку. СНС се залаже за блиске економске и политичке везе, као и за улазак Србије у Европску унију, уз „продуктивне везе” са Русијом. Бисерко је навела да је њена подршка Европској унији више „декларативна” него суштинска. Стојић је СНС описао као „меког евроентузијасту”. Политиколог Владимир Гоати је став СНС према Европској унији описао више прагматичним него идеолошким, док је економски антрополог Јована Диковић СНС назвала „европрагматичном” странком.
У извештају из 2014. Freedom House је навео да је Влада коју предводи СНС унапредила приступање Србије Европској унији. Драган Ђукановић, професор Факултета политичких наука Универзитета у Београду, приметио је да је СНС добила подршку САД и Европске уније због своје проевропске агенде. Године 2013. Бисерко је тврдила да је СНС декларативно усвојила ставове ДС и ЛДП о Европској унији. Jacobin, амерички социјалистички часопис, описао је СНС као спој „националистичког, проруског крила и модернизујућег, проевропског крила”, док је Николића описао као представника проруског крила, а Вучића у проевропског крила, иако се обојица слажу око неолибералне штедње.
У студији коју је објавио Европски парламент наводи се да је Влада коју предводи СНС наставила „политику четири стуба”, која се залаже за сарадњу са Европском унијом, САД, Русијом и Кином, коју је раније увео Борис Тадић, бивши председник Србије и ДС. Током европске мигрантске кризе 2015, Влада Србије није увела никаква ограничења за мигранте приликом преласка у Европску унију, што је Ведран Џихић написао као прагматичан потез, а Стојић као „популистичко-евроентузијастичан”. СНС подржава војну неутралност и противи се уласку у НАТО, иако је Србија наставила војну сарадњу са НАТО.
Након почетка инвазије Русије на Украјину, Влада Србије је осудила инвазију, али није применила санкције Русији. Србија је у Уједињеним нацијама гласала за резолуције којима се осуђује инвазија на Украјину. Никола Селаковић из СНС је такође рекао да Србија неће признати референдуме о анексији у Украјини под окупацијом Русије из 2022. Вучић је критиковао групу Вагнер, а Украјину описао као пријатеља Србије.

### Демографске карактеристике
Политиколог Славиша Орловић је 2011. приметио да су присталице СНС углавном незапослени, пензионери и домаћице. Према истраживању организације ЦеСИД из 2012. већина присталица СНС били су мушкарци, са основном или средњом школом, радници, техничари и издржавана лица, док су имали широко распрострањену старосну структуру. ЦеСИД је 2014. известио да се гласачка база СНС сада углавном састоји од људи старијих од 50 година, док идеолошки гледано нису били опредељењи. Према истраживању јавног мњења које је спровела Нова српска политичка мисао током 2016, већина присталица СНС била је старија од 60 година, док је само 12% имало завршен факултет.

## Организација
СНС има Председништво које делује као оперативно-политички орган странке, а састоји се од 30 чланова. Такође има Главни и Извршни одбор. Актуелни председник СНС је Милош Вучевић, који је изабран 2023. Јоргованка Табаковић је заменица председника. Актуелни потпредседници СНС су Ана Брнабић, Ирена Вујовић, Марко Ђурић, Невена Ђурић, Синиша Мали, Владимир Орлић и Александар Шапић, који су изабрани 2021, а потом поново изгласани 2023. осим Вујовић, која је искључена 2021. Миленко Јованов је на челу посланичке групе СНС од 2022, док је Дарко Глишић председник Извршног одбора странке.
Седиште СНС се налази у улици Палмира Тољатија 5/3 у Београду. Лист странке је СНС Информатор. Има и омладинско и женско крило. СНС води и фондацију За српски народ и државу, која је основана 2019. СНС је највише подршке добила због Вучића. Истраживање јавног мњења Фактора плус у децембру 2014. показало је да 80% бирача СНС не би гласало за СНС да је на челу странке неко други осим Вучића. Са најмање 800.000 чланова од 2020, СНС је највећа политичка странка у Европи по броју чланова.
Петронијевић Терзић је 2023. изјавила да је СНС користила органе локалне самоуправе у партијске сврхе, као и средства локалних јавних предузећа за страначке скупове, митинге и промоције. Транспарентност Србија је такође известила да је током кампање за парламентарне изборе 2016. СНС користила званичне догађаје, попут отварања приватних фабрика, за ширење својих изборних порука.

### Међународна сарадња
Године 2011. СНС је потписала споразум о сарадњи са Слободарском партијом Аустрије. Такође је сарађивала и са Фидесом, владајућом странком у Мађарској. Године 2019. чланови Фидеса присуствовали су митингу СНС. Године 2014. објављено је да СНС има везе са Новом српском демократијом у Црној Гори, док су функционери СНС током 2015. такође присуствовали митингу Демократске партије социјалиста (ДПС). СНС је оптужеа да „практично води” Српску листу у Републици Косово, а Вучић је такође оптужен да стоји иза те странке.
Године 2013. представници СНС у Парламентарној скупштини Савета Европе (ПССЕ) приступили су Европској народној странци (ЕНС). Исте године СНС је добила подршку Хришћанско-демократске уније Немачке (ХДУ) због постизања Бриселског споразума. Године 2015. СНС је добила подршку ХДУ у погледу чланства у ЕНС. Годину дана касније, СНС и њено омладинско крило постали су придружени чланови ЕНС. Године 2018. функционери СНС присуствовали су конгресу ХДУ. Исте године СНС је постала члан Међународне демократске уније. У ПССЕ, СНС је такође била повезана са Групом слободних демократа. Дубравка Филиповски је некада била потпредседница ове групе.
Године 2019. СНС је учествовала на састанку са званичницима Комунистичке партије Кине (КПК). На састанку су се странке „заветовале да ће успоставити све ближе односе”. Званичници СНС су такође били присутни на самиту 2021. који је организовала КПК, док је СНС 2023. описала КПК као своју инспирацију. Године 2010. СНС је успоставила везе са Јединственом Русијом (ЈР). Године 2011. Николић је био на конгресу ЈР, док су годину дана касније функционери СНС били присутни на конференцији ЈР. Од тада, СНС и ЈР су потписали неколико споразума о сарадњи, последњи 2021.

### Списак председника
| Бр. | Бр. | Председник       | Председник | Рођење—смрт | Почетак мандата   | Завршетак мандата |
| --- | --- | ---------------- | ---------- | ----------- | ----------------- | ----------------- |
| 1.  |     | Томислав Николић |            | 1952—       | 21. октобар 2008. | 24. мај 2012.     |
| 2.  |     | Александар Вучић |            | 1970—       | 24. мај 2012.     | 27. мај 2023.     |
| 3.  |     | Милош Вучевић    |            | 1974—       | 27. мај 2023.     | данас             |

## Резултати на изборима

### Парламентарни избори
| Година | Вођа             | Гласови   | % од важећих | Бр. | Мандати   | Промена | Коалиција | Статус |
| ------ | ---------------- | --------- | ------------ | --- | --------- | ------- | --------- | ------ |
| 2012.  | Томислав Николић | 940.659   | 25,16%       | 1.  | 58 / 250  | 37      | ПС        | влада  |
| 2014.  | Александар Вучић | 1.736.920 | 49,96%       | 1.  | 128 / 250 | 70      | БКВ       | влада  |
| 2016.  | Александар Вучић | 1.823.147 | 49,71%       | 1.  | 93 / 250  | 35      | СП        | влада  |
| 2020.  | Александар Вучић | 1.953.998 | 63,02%       | 1.  | 157 / 250 | 64      | ЗНД       | влада  |
| 2022.  | Александар Вучић | 1.635.101 | 44,27%       | 1.  | 95 / 250  | 62      | ЗМС       | влада  |
| 2023.  | Милош Вучевић    | 1.783.701 | 48,07%       | 1.  | 105 / 250 | 10      | СНСДС     | влада  |

### Председнички избори
| Година | Кандидат         | 1. круг — гласови | 1. круг — гласови | % од важећих | 2. круг — гласови | 2. круг — гласови | % од важећих |
| ------ | ---------------- | ----------------- | ----------------- | ------------ | ----------------- | ----------------- | ------------ |
| 2012.  | Томислав Николић | 2.                | 979.216           | 26,22%       | 1.                | 1.552.063         | 51,16%       |
| 2017.  | Александар Вучић | 1.                | 2.012.788         | 56,01%       | Н/Д               | —                 | —            |
| 2022.  | Александар Вучић | 1.                | 2.224.914         | 60,01%       | Н/Д               | —                 | —            |

### Покрајински избори
| Година | Вођа           | Гласови | % од важећих | Бр. | Мандати  | Промена | Коалиција | Статус    |
| ------ | -------------- | ------- | ------------ | --- | -------- | ------- | --------- | --------- |
| 2012.  | Игор Мировић   | 185.309 | 19,26%       | 2.  | 22 / 120 | 22      | ПС        | опозиција |
| 2016.  | Игор Мировић   | 428.452 | 45,78%       | 1.  | 63 / 120 | 41      | СП        | влада     |
| 2020.  | Игор Мировић   | 498.495 | 61,58%       | 1.  | 65 / 120 | 2       | ЗНД       | влада     |
| 2023.  | Дамир Зобеница | 466.035 | 48,82%       | 1.  | 59 / 120 | 6       | СНСДС     | влада     |

### Избори за одборнике Скупштине града Београда
| Година | Вођа             | Гласови | % од важећих | Бр. | Мандати  | Промена | Коалиција | Статус          |
| ------ | ---------------- | ------- | ------------ | --- | -------- | ------- | --------- | --------------- |
| 2012.  | Томислав Николић | 219.198 | 26,83%       | 2.  | 37 / 110 | 37      | ПС        | опозиција       |
| 2014.  | Александар Вучић | 351.183 | 43,62%       | 1.  | 63 / 110 | 26      | БКВ       | влада           |
| 2018.  | Александар Вучић | 366.461 | 44,99%       | 1.  | 64 / 110 | 1       | ЗСВБ      | влада           |
| 2022.  | Александар Вучић | 348.345 | 38,83%       | 1.  | 36 / 110 | 28      | ЗМС       | влада           |
| 2023.  | Милош Вучевић    | 367.239 | 39,93%       | 1.  | 40 / 110 | 4       | БНСДС     | ванредни избори |
| 2024.  | Милош Вучевић    | 387.326 | 53,79%       | 1.  | 45 / 110 | 5       | БС        | влада           |

### Примарни извори
1. ↑  „Обележена страначка слава Света Петка”. Архивирано из оригинала 08. 01. 2024. г. Приступљено 30. 01. 2024.
2. ↑  „Predsedništvo”. Serbian Progressive Party (на језику: српски). 1. 2. 2013. Приступљено 28. 9. 2022.
3. ↑  „Glavni odbor”. Serbian Progressive Party (на језику: српски). 1. 2. 2013. Приступљено 28. 9. 2022.
4. ↑  „Izvršni odbor”. Serbian Progressive Party (на језику: српски). 1. 2. 2013. Приступљено 28. 9. 2022.
5. ↑  „SNS Informator”. Serbian Progressive Party (на језику: српски). Приступљено 28. 9. 2022.
6. ↑  „Unija mladih Srpske napredne stranke”. Serbian Progressive Party (на језику: српски). 15. 2. 2013. Приступљено 28. 9. 2022.